# Argoravinia candida
Argoravinia candida är en tvåvingeart som först beskrevs av Charles Howard Curran 1928.  Argoravinia candida ingår i släktet Argoravinia och familjen köttflugor.
Artens utbredningsområde är Puerto Rico. Inga underarter finns listade i Catalogue of Life.